# Scandisk
In informatica ScanDisk è un programma che controlla e ripara file system e cluster danneggiati nell'hard disk.

## Descrizione
È stato introdotto per la prima volta in MS-DOS 6.2. Le precedenti versioni usavano il programma Chkdsk.
Da Windows 95 il programma ha, oltre alla versione testuale, una versione provvista di interfaccia grafica.
Nella famiglia di Windows NT (NT 3.1, NT 4.0, 2000, Windows XP e Vista) il programma è rimpiazzato da Chkdsk, ma è differente da quello integrato in Ms-Dos e riesce a correggere dischi NTFS. Da Windows 2000 viene integrata nelle proprietà nel disco una versione grafica di Chkdsk.